# Borrelho-de-coleira-interrompida
Borrelho-de-coleira-interrompida (Anarhynchus alexandrinus) é uma limícola da ordem Charadriiformes.

## Características

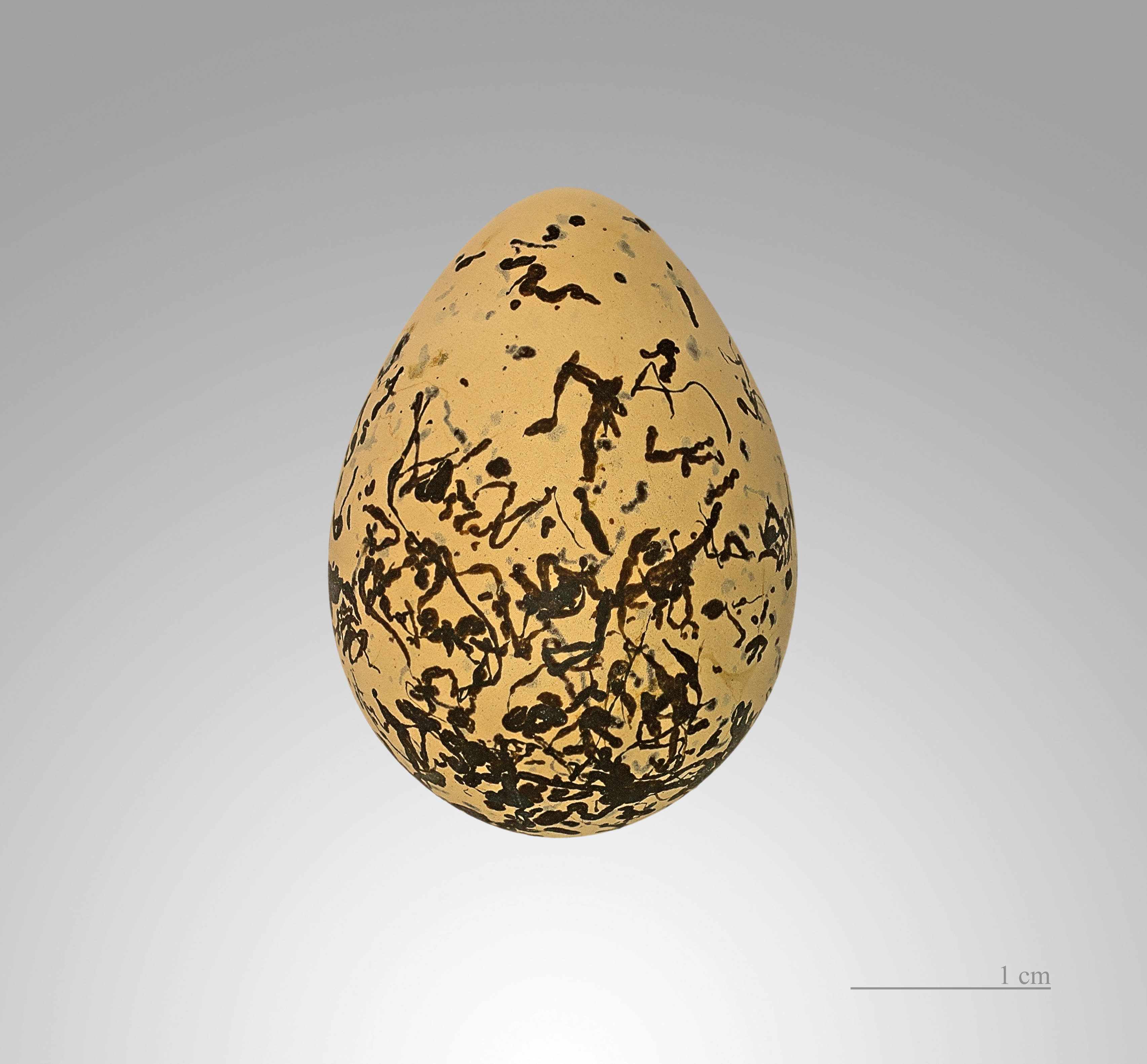
Anarhynchus alexandrinus - MHNT

Distingue-se dos seus congéneres borrelho-grande-de-coleira e borrelho-pequeno-de-coleira pelas patas escuras e pela ausência de coleira completa.

## Portugal
Em Portugal está presente durante todo o ano. Constrói os seus ninhos em salinas e sistemas dunares.